# Banca Popolare Etica
Banca Popolare Etica es una entidad de crédito que trabaja en Italia desde el 1999, constituida en forma de sociedad anónima, especializada en finanzas éticas y alternativas (Banca Etica). En 30 de abril de 2024 contaba con 48.334 accionistas, un capital social de 92.390.000 euros y domiciliaciones de 2.491.635.000 euros.

## Historia
Tras un proceso que duró de 1994 a 1998 con la Cooperativa Verso la Banca Etica, Banca Popolare Etica alcanzó el capital social exigido por la ley y el 30 de mayo de 1998 la Junta General de Accionistas aprobó la transición de Cooperativa a Banco.
Con la autorización del Banco de Italia, las operaciones comenzaron el 8 de marzo de 1999 con la apertura de la oficina de Padua. Posteriormente, se abrieron sucursales en Ancona, Bari, Bérgamo, Bolonia, Brescia, Florencia, Génova, Milán, Nápoles, Palermo, Perugia, Reggio Emilia, Roma, Sassari, Turín, Treviso, Trieste, Varese, Verona y Vicenza. En el año 2000 se fundó Etica Sgr y en 2003 comenzó a operar. En octubre de 2014 abrió su primera delegación extranjera en España, en Bilbao, donde comercializa sus productos y servicios bajo la marca Fiare (Fundación Inversión y Ahorro Responsable), que posteriormente se convirtió en Fundación finanzas éticas, activismo y economía crítica. FIARE Banca Etica es una cooperativa de ahorro y crédito española surgido de la unión de dos proyectos basados en las finanzas éticas: Banca Popolare Etica y la Fundación Inversión y Ahorro Responsable (FIARE)  que opera en España desde el 2005. Tras la de Bilbao, FIARE Banca Etica abrió sucursales en Madrid y Barcelona.En 2005 FIARE se convierte en agente de la cooperativa de ahorro y crédito italiana Banca Popolare Etica y en 2011 se propone la integración de ambas organizaciones.
El Grupo Banca Etica incluye el propio banco, la empresa de gestión de activos Etica Sgr y Cresud, que se ocupa de las microfinanzas en el hemisferio sur. La red se completa con la Fondazione Finanza Etica, que edita la revista Valori,  y la española Fundación Finanzas éticas, que se encargan de promover y difundir los valores de las finanzas éticas, la economía social y la sostenibilidad a nivel nacional e internacional.

## Socios internacionales
Banca Popolare Etica forma parte de la Alianza Global para una Banca con Valores y es una de las fundadoras de FEBEA (Federación Europea de Bancos Éticos y Alternativos). Junto con Crédit Coopératif, Caisse Solidaire du Nord Pas-de-Calais (Francia), Crédal, Hefboom (Bélgica) y TISE (Polonia), fundó la Red Europea de Microfinanzas, una organización sin ánimo de lucro de derecho belga creada en 2001.